# Vereinigte Staaten von Europa

Titelblatt eines Essays von Edo Fimmen (Jena 1924)

Der Begriff „Vereinigte Staaten von Europa“ (auch „Vereinigtes Europa“) ist ein politisches Schlagwort der Europabewegung, das eine stärkere europäische Integration und politische Zusammenarbeit zwischen den einzelnen Mitgliedstaaten der Europäischen Union ausdrücken will. Häufig wird der Begriff auch synonym zum Konzept des Aufbaus eines europäischen Bundesstaates verwendet (siehe europäischer Föderalismus).

## Begriffsursprung

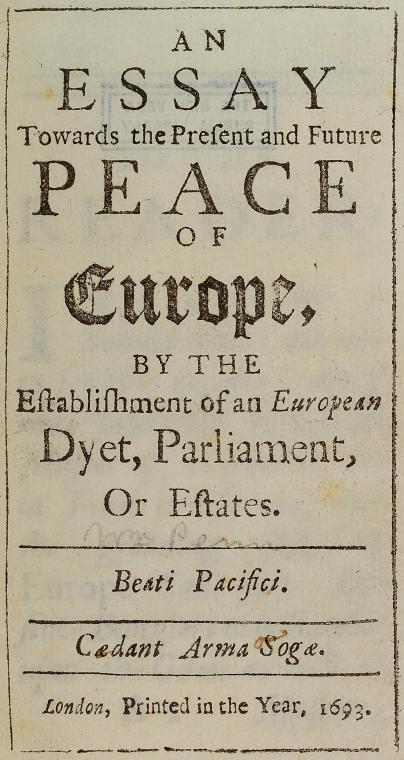
Europa-Essay von William Penn aus dem Jahr 1693.

Der Begriff und die Vorstellung lehnen sich an das Modell der Vereinigten Staaten von Amerika an. So schrieb George Washington, der spätere erste Präsident der Vereinigten Staaten, im Jahr 1776 in einem Brief an den Marquis de La Fayette folgende Worte:

„Wir haben ein Korn der Freiheit und Einheit gesät, das nach und nach auf der ganzen Welt keimen wird. Eines Tages werden, nach dem Muster der Vereinigten Staaten, die Vereinigten Staaten von Europa gegründet werden. Sie werden Gesetzgeber aller Nationalitäten sein.“

Im Jahr 1778 sandte Benjamin Franklin an einen Freund in Paris einen Vorschlag für eine Bundesverfassung der europäischen Staaten und erklärte dazu:

„Gelingt dies, dann sehe ich nicht ein, weshalb Ihr nicht in das Projekt König Heinrichs IV. verwirklichen solltet durch die Schaffung eines Bundesstaates und einer großen Republik aus all den verschiedenen Staaten und Königreichen und durch eine ähnliche Verfassung, denn auch wir mussten viele Interessengegensätze versöhnen.“

Der schottische Schriftsteller Charles Mackay erhob für sich den Anspruch, im Frühjahr 1848 als erster, noch vor Victor Hugo, Giuseppe Mazzini und Giuseppe Garibaldi, den Begriff „Vereinigte Staaten von Europa“ geformt zu haben. Auf dem Pazifistenkongress in Paris im Jahre 1849 erklärte Victor Hugo:

„Der Tag wird kommen, an dem die beiden großen Ländergruppen, die Vereinigten Staaten von Amerika und die Vereinigten Staaten von Europa sich von Angesicht zu Angesicht die Hände über die Meere reichen werden.“

Bereits am 7. Dezember 1905 in Stockholm nannte die schwedische Reformpädagogin Ellen Key bei einer Rede die Vereinigten Staaten von Europa ein Fernziel der zuvor zerbrochenen skandinavischen Union (siehe Skandinavismus) – der ständige Wettlauf unter den skandinavischen Nationen sollte aufhören und mehr zusammengearbeitet werden.

## 1920er Jahre

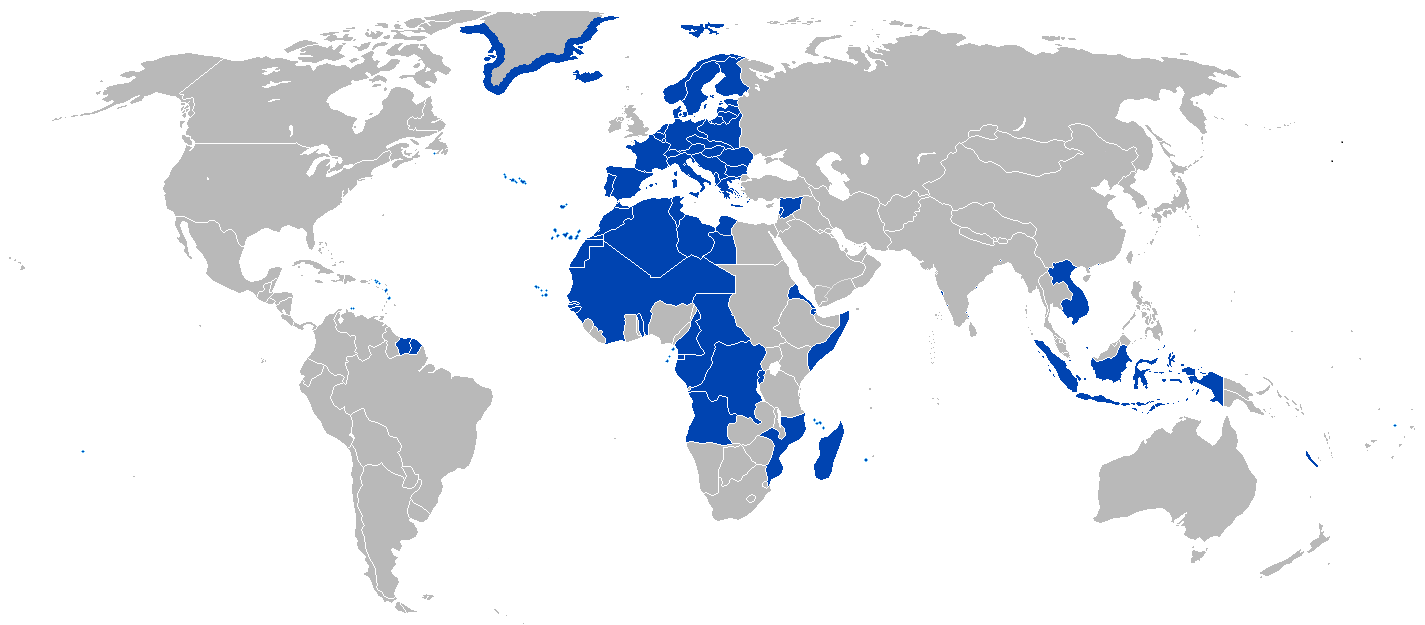
Das große Europa in der Vorstellung des Grafen Coudenhove-Kalergi (Staatsgrenzen von 1924)

Seit den 1920er Jahren wurde der Begriff häufig gebraucht. Richard Coudenhove-Kalergi benutzte die Termini „Paneuropa“ und „Vereinigte Staaten von Europa“ parallel, bevorzugte aber ersteren. Der Bund sollte aus 26 großen Staaten und sieben kleinen Territorien bestehen. Nach außen sollte Paneuropa in einem „neuen System von Weltmächten“ ein Gegengewicht zu Panamerika (als Union der USA mit den Staaten Lateinamerikas), einem Russischen Bundesreich, dem Britischen Bundesreich und einem aus China und Japan bestehenden Ostasien bilden. Die europäischen Kolonien und Mandatsgebiete in Afrika, Südamerika und Südostasien sollten ebenfalls zum paneuropäischen Staatenbund gehören und von den Mitgliedsstaaten gemeinsam „bewirtschaftet“ werden. Dieses große Europa hätte etwa 431 Millionen Einwohner und eine Fläche von ca. 25,6 Millionen km² gehabt.
Ludwig Quidde sah in den Vereinigten Staaten von Europa „ein Schlagwort aus den Anfängen des organisierten europäischen Pazifismus.“
Als erste größere Partei in Europa nahm die SPD auf dem Parteitag vom 13. bis 18. September 1925 die Forderung nach der Verwirklichung der Vereinigten Staaten von Europa in das bis 1959 geltende Heidelberger Programm auf, mit der Formulierung:

„Sie tritt ein für die aus wirtschaftlichen Ursachen zwingend gewordene Schaffung der europäischen Wirtschaftseinheit, für die Bildung der Vereinigten Staaten von Europa, um damit zur Interessensolidarität der Völker aller Kontinente zu gelangen.“

## Nachkriegszeit

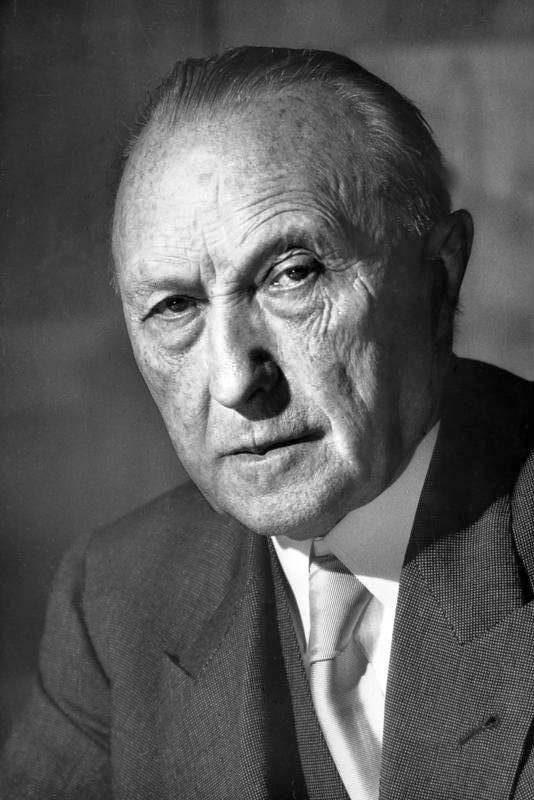
Konrad Adenauer im Jahr 1952

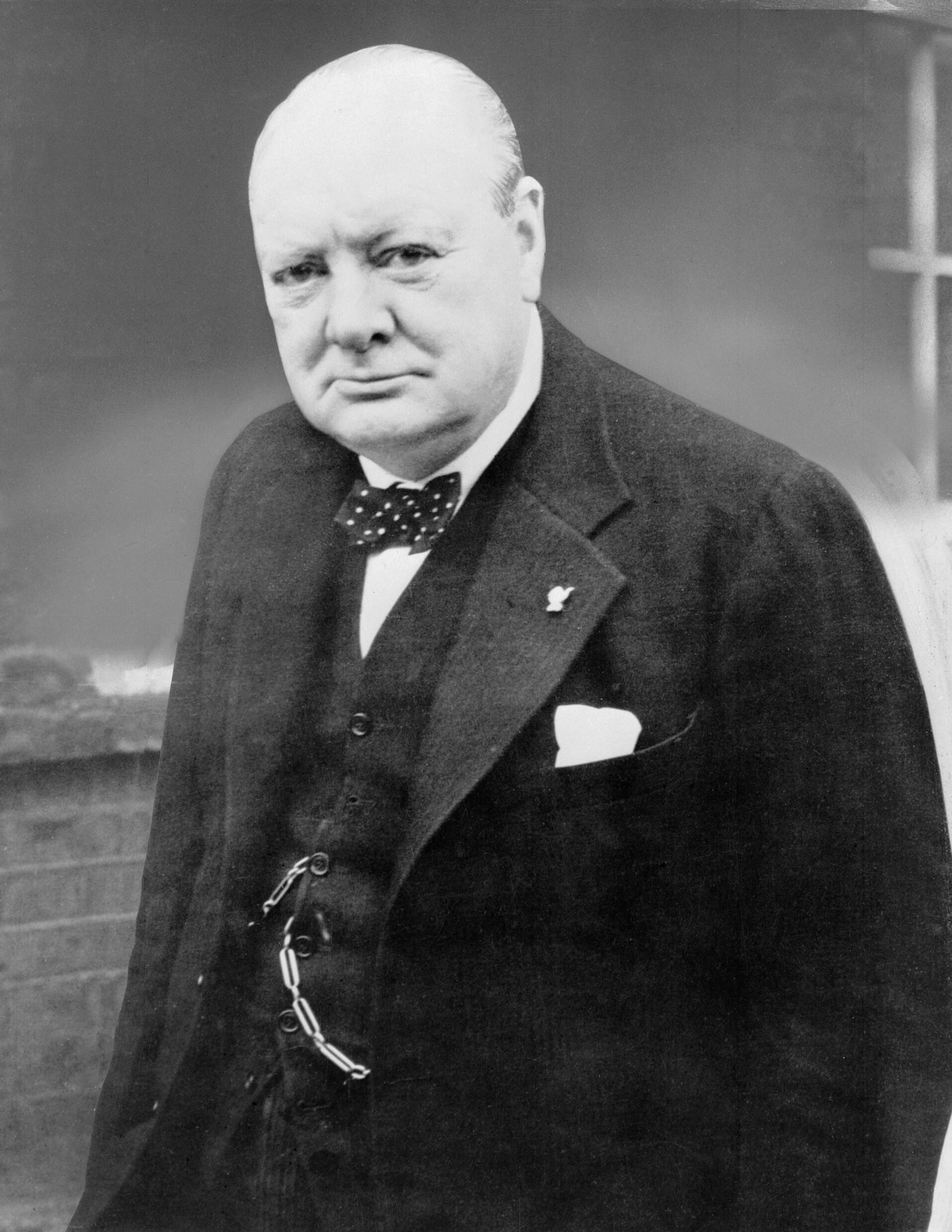
Winston Churchill

Am 6. März 1946 sprach der Vorsitzende des Zonenausschusses der CDU und spätere Bundeskanzler Konrad Adenauer im Rahmen seiner CDU-Grundsatzrede im Nordwestdeutschen Rundfunk über die Gründung der „Vereinigten Staaten von Europa“ und der damit verbundenen Hoffnung nach dauerhaftem Frieden in Europa:

„Ich hoffe, daß in nicht zu ferner Zukunft die Vereinigten Staaten von Europa, zu denen Deutschland gehören würde, geschaffen werden, und daß dann Europa, dieser so oft von Kriegen durchtobte Erdteil, die Segnungen eines dauernden Friedens genießen wird.“

Am 19. September 1946 hielt der ehemalige britische Premierminister Winston Churchill an der Universität von Zürich seine berühmte „Rede vor der akademischen Jugend“, in der er Konsequenzen aus der europäischen Geschichte mit folgenden Worten zog:

„Und doch gibt es all die Zeit hindurch ein Mittel, das, würde es allgemein und spontan von der großen Mehrheit der Menschen in vielen Ländern angewendet, wie durch ein Wunder die ganze Szene veränderte und in wenigen Jahren ganz Europa, oder doch dessen größten Teil, so frei und glücklich machte, wie es die Schweiz heute ist. Welches ist dieses vorzügliche Heilmittel? Es ist die Neuschöpfung der europäischen Völkerfamilie, oder doch soviel davon, wie möglich ist, indem wir ihr eine Struktur geben, in welcher sie in Frieden, in Sicherheit und in Freiheit bestehen kann. Wir müssen eine Art Vereinigte Staaten von Europa errichten. Nur auf diese Weise werden Hunderte von Millionen sich abmühender Menschen in die Lage versetzt, jene einfachen Freuden und Hoffnungen wiederzuerhalten, die das Leben lebenswert machen.“

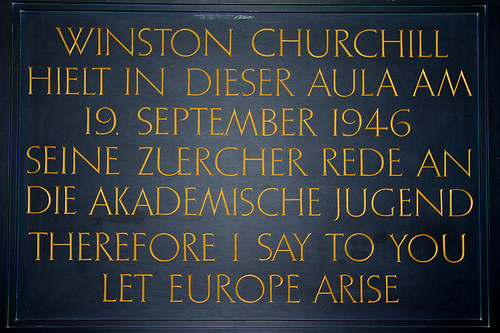
Erinnerungstafel an Winston Churchills Rede in der Aula der Universität Zürich

Im selben Jahr fand ein Kongress der europäischen Föderalisten in Hertenstein in der Schweiz statt. Dort wurden zwölf Thesen verfasst, die als Hertensteiner Programm zur Grundlage der europäischen Arbeit der Nachkriegsjahre und zugleich zum politischen Gründungsdokument der Europa-Union Deutschland wurden. Ziel ist bis heute eine auf „föderativer Grundlage errichtete, europäische Gemeinschaft“. Zu den wichtigen Unterstützern gehörte v. a. in den 1960er Jahren das American Committee on United Europe. 1955 gründete der französische Unternehmer Jean Monnet das Aktionskomitee für die Vereinigten Staaten von Europa, das die Idee vorantreiben sollte. Es war an der Schaffung des Europäischen Rates beteiligt und löste sich infolgedessen im Jahr 1975 auf. Zu den weiteren Förderern gehörte die Sozialistische Bewegung für die Vereinigten Staaten von Europa, woraus 1959 das Mouvement Gauche Européenne und 1971 die Sozialdemokratische Europäische Bewegung hervorgingen.
Nachdem Churchill 1951 wieder britischer Premierminister geworden war, hielt er sein Land von der europäischen Integration weitgehend fern. Bereits 1930 hatte er klargestellt, dass das Vereinigte Königreich nicht zu einem europäischen Zusammenschluss von Staaten gehören solle:

„Wir stehen zu Europa, gehören aber nicht dazu; wir gehören zu keinem einzelnen Kontinent, sondern zu allen.“

Franz Josef Strauß schrieb in seinem 1966 erschienenen Entwurf für Europa gleich im ersten Kapitel folgendes:

„Die Vereinigten Staaten von Europa, mit einer eigenen nuklearen Abschreckungsmacht, müssen in der Lage sein, sich selbst zu schützen, um eine gleichberechtigte Partnerschaft zu den Vereinigten Staaten von Amerika verwirklichen zu können. Ein so geeintes Europa würde eine mächtige Anziehungskraft auf unsere östlichen Nachbarn ausüben, die unter kommunistischer Herrschaft stehen, und auch die Sowjetunion dazu bewegen können, einen friedlichen Ausgleich mit Westeuropa im Rahmen einer gesamteuropäischen Auflockerung zu suchen. Nur innerhalb einer solchen umfassenden Befriedung kann schließlich auch die Wiedervereinigung Deutschlands verwirklicht und die sich aus der deutschen Teilung ergebende latente Gefahr für den Weltfrieden beseitigt werden.“

## Entwicklung seit Beginn der Integration
Die britische Premierministerin Margaret Thatcher lehnte in ihrer Brügger Rede vom 20. September 1988 die Vereinigten Staaten von Europa ausdrücklich ab.
Gegen Europaskeptiker in den Unionsparteien (CDU und CSU) betonte Helmut Kohl, dass er für die Europäische Gemeinschaft zwar eine „bundesstaatliche Lösung“ anstrebe, dass diese „aber keineswegs als eine Art ‚Vereinigte Staaten von Europa’ misszuverstehen sei“. 1993 nannte Kohl die Vereinigten Staaten von Europa eine „mißverständliche Formel“.
Im Zuge der Eurokrise – sie wurde der Öffentlichkeit ab Herbst 2009 durch die griechische Finanzkrise bewusst – wurde der Begriff häufig verwendet.
Im August 2011 sagte Ursula von der Leyen (inzwischen Kommissionspräsidentin): „Mein Ziel sind die Vereinigten Staaten von Europa – nach dem Muster der föderalen Staaten Schweiz, Deutschland oder den USA.“
Im Rahmen eines Staatsbesuches bei der EU-Kommission am 17. April 2012 sagte Bundespräsident Joachim Gauck:
„Wir sind noch nicht so weit, der Mentalitätswandel geht sehr viel langsamer als die Entwicklung des Intellekts… Ich muss Realist bleiben, ich sehe es im Moment noch nicht. Ich wünsche es mir, weil einzelne Staaten, egal wie sie von sich selber denken, nicht mehr die wirtschaftliche Kraft haben.“
Während eines EU-Gipfels in Brüssel am 7. November 2012 warb Bundeskanzlerin Angela Merkel dafür, die Europäische Union langfristig mit staatsähnlichen Befugnissen auszustatten: „Ich bin dafür, dass die Kommission eines Tages so etwas wie eine europäische Regierung ist.“
Für das Modell der Vereinigten Staaten von Europa warb ebenfalls Viviane Reding, Mitglied der Europäischen Kommission, im Zuge der Verleihung des Friedensnobelpreises an die Union.
Unter dem Motto „jetzt oder nie“ befürwortete die italienische Außenministerin Emma Bonino die Vereinigten Staaten von Europa als zu realisierendes Ziel.
Die Spinelli-Gruppe setzt sich für ein föderales Europa ein, sie stützt sich auf Altiero Spinelli und zitiert ihn so: “It will be the moment of new action and it will be the moment for new men: the moment for a free and united Europe” Die Spinelli-Gruppe richtete auf ihrer Webseite auch ein Manifest ein, das für jeden zugänglich ist und öffentlich oder privat unterschrieben werden kann.
Im Bürgerprogramm der FDP zur Bundestagswahl 2013 fand sich folgender Programmpunkt: „Am Ende der Entwicklung soll ein durch eine europaweite Volksabstimmung legitimierter europäischer Bundesstaat stehen.“
Emma Bonino verteidigte in einem am 6. Februar 2014 veröffentlichten Interview mit der Süddeutschen Zeitung die deutsche Politik während der Euro-Krise und sprach sich dabei für die Vereinigten Staaten von Europa aus.
Im Rahmen der Karlspreisverleihung und der Europawahl forderte der Chef des Instituts für Wirtschaftsforschung (ifo) Hans-Werner Sinn den Ausbau der Europäischen Union zu einem Bundesstaat ähnlich dem Vorbild der USA.
Am 14. Juli 2015 propagierte der französische Staatspräsident François Hollande in einem langen Fernsehinterview zum französischen Nationalfeiertag die Idee zu einer „EU-Regierung“. Der ehemalige Bundesminister Hans-Peter Friedrich (CSU) reagierte auf den Vorschlag einer „Regierung der Euro-Zone“ jedoch ablehnend.
Die 2017 gegründete paneuropäische Bewegung Volt Europa sieht in einem föderalen Europa eine ihrer zentralen Forderungen und organisiert sich daher in Ermangelung transnationaler Listen in nationalen Sektionen europaweit einheitlich unter dem gleichen Namen mit einem gemeinsamen Programm.
Laut Ampel-Koalitionsvertrag wollte die 24. deutsche Bundesregierung unter Bundeskanzler Olaf Scholz die Europäische Union zu einem föderalen europäischen Bundesstaat weiterentwickeln.